# Южная Группа
Южная группа — бывший район города Торез (в то время именовался город Чистяково), появился не позже 1937 года в юго-восточной части современного города из территории присоединённого 4 января 1933 года к Чистяковскому городскому совету посёлка шахт «Южная группа», основой которого послужила заложенная в 1926 году шахта имени Лутугина и появившейся вместе с шахтой посёлок («Лутугинский посёлок»). Сама шахта была названа в честь русского учёного-геолога Леонида Ивановича Лутугина (1864—1915)
На территории района находились: шахта имени Лутугина, клуб имени Щорса, школа № 7. Позже в районе Южной группы появились шахта имени Киселёва, поселки шахт № 25-27, посёлки Пятихатки и Центральное.
Районы города Чистяково были ликвидированы 21 января 1959 года.